# Dipartimento di Concepción
Il dipartimento di Concepción è il primo dipartimento del Paraguay situato nella parte centrosettentrionale del paese. Il capoluogo è la città di Concepción.

## Divisione politica
Il dipartimento è diviso in 8 distretti:
| Distretto          | km²    | Abitanti (2002) | San Lázaro San Carlos del Apa Concepción Loreto Belén Yby Yaú Azotey Horqueta Dip. di Presidente Hayes Dip dell'Alto Paraguay Brasile Dip. di San Pedro Dip. di Amambay |
| ------------------ | ------ | --------------- | --- |
| Azotey             |        |                 | San Lázaro San Carlos del Apa Concepción Loreto Belén Yby Yaú Azotey Horqueta Dip. di Presidente Hayes Dip dell'Alto Paraguay Brasile Dip. di San Pedro Dip. di Amambay |
| Belén              | 197    | 9.112           | San Lázaro San Carlos del Apa Concepción Loreto Belén Yby Yaú Azotey Horqueta Dip. di Presidente Hayes Dip dell'Alto Paraguay Brasile Dip. di San Pedro Dip. di Amambay |
| Concepción         | 11.277 | 73.210          | San Lázaro San Carlos del Apa Concepción Loreto Belén Yby Yaú Azotey Horqueta Dip. di Presidente Hayes Dip dell'Alto Paraguay Brasile Dip. di San Pedro Dip. di Amambay |
| Horqueta           | 2.825  | 52.573          | San Lázaro San Carlos del Apa Concepción Loreto Belén Yby Yaú Azotey Horqueta Dip. di Presidente Hayes Dip dell'Alto Paraguay Brasile Dip. di San Pedro Dip. di Amambay |
| Loreto             | 810    | 15.731          | San Lázaro San Carlos del Apa Concepción Loreto Belén Yby Yaú Azotey Horqueta Dip. di Presidente Hayes Dip dell'Alto Paraguay Brasile Dip. di San Pedro Dip. di Amambay |
| San Carlos del Apa |        |                 | San Lázaro San Carlos del Apa Concepción Loreto Belén Yby Yaú Azotey Horqueta Dip. di Presidente Hayes Dip dell'Alto Paraguay Brasile Dip. di San Pedro Dip. di Amambay |
| San Lázaro         | 1.111  | 9.060           | San Lázaro San Carlos del Apa Concepción Loreto Belén Yby Yaú Azotey Horqueta Dip. di Presidente Hayes Dip dell'Alto Paraguay Brasile Dip. di San Pedro Dip. di Amambay |
| Yby Yaú            | 2.174  | 19.764          | San Lázaro San Carlos del Apa Concepción Loreto Belén Yby Yaú Azotey Horqueta Dip. di Presidente Hayes Dip dell'Alto Paraguay Brasile Dip. di San Pedro Dip. di Amambay |

## Geografia fisica
Circondato da tre importanti fiumi (il Paraguay, l'Apa e l'Ypané), il Dipartimento di Concepción offre al suo interno un'ampia gamma di paesaggi. A nord est del dipartimento, in prossimità dei due fiumi, si trovano modesti rilievi e catene collinari, la parte restante è pianeggiante con pascoli e boschi, a sud si trova nuovamente una zona collinare con estese foreste.
Il fiume Paraguay è navigabile in tutto il tratto che attraversa il dipartimento, i suoi affluenti sono navigabili ma solo per imbarcazioni di piccola dimensione.
Il territorio, ampio e scarsamente popolato, ha mantenuto piuttosto intatti i propri ecosistemi; nel dipartimento esistono due parchi nazionali, il Parco Nazionale di San Luis e il Parco Nazionale di Paso Bravo.
La temperatura media si attesta intorno ai 24 °C, con massime intorno ai 40° d'inverno e minime intorno ai -3° d'estate. I mesi di massima precipitazione sono novembre e dicembre mentre luglio e agosto sono la stagione secca.

### Confini
A nord il fiume Apa separa il dipartimento dal Brasile, mentre ad est confina col dipartimento di Amambay e a sud con il dipartimento di San Pedro; ad ovest il fiume Paraguay lo separa dai dipartimenti Presidente Hayes e dell'Alto Paraguay.

## Storia
Durante la maggior parte dell'epoca coloniale il territorio del dipartimento rimase spopolato a causa delle continue incursioni dei bandeirantes portoghesi e degli indios mbya; il primo insediamento stabile fu la tiduzione gesuita di Belén, alla quale seguirono la fondazione della Villa Real de la Concepción nel 1773 e quella del forte militare di San Carlos nel 1794.
Al termine della guerra della Triplice Alleanza il territorio divenne un'importante zona di produzione di legname e di mate.

### Il Dipartimento
La prima legge di divisione territoriale del paese creò nel 1906 il primo dipartimento, con il nome di Concepción, che comprendeva anche gran parte del territorio del futuro dipartimento di Amambay. La legge n° 426 del 1973 ne stabilì definitivamente i confini.

## Economia
Il terreno calcareo e le vaste praterie ne fanno un'area ideale per l'allevamento di bovini infatti oltre il 56% del terreno è dedicato all'allevamento.
Fino alla metà degli anni quaranta la metà della superficie del dipartimento era coperta da fitte foreste, l'intenso sfruttamento le ha però drasticamente ridotte.
Le coltivazioni principali sono la canna da zucchero, il cotone, il mais e il caffè.
L'industria è prevalentemente concentrata nel settore alimentare fatta eccezione per un grosso cementificio situato a Puerto Vallemi, nel distretto di San Lázaro.